# Félines-sur-Rimandoule
Félines-sur-Rimandoule é uma comuna francesa na região administrativa de Auvérnia-Ródano-Alpes, no departamento de Drôme. Estende-se por uma área de 8,46 km². Em 2010 a comuna tinha 83 habitantes (densidade: 9,8 hab./km²).